# فوجیوارا نو یوشیکادو
فوجیوارا نو یوشیکادو ((به ژاپنی: 藤原良門 Fujiwara no Yoshikado); ۱ ژانویهٔ ۰۸۱۳ – ۱ ژانویهٔ ۰۸۶۷) سیاستمدار اهل ژاپن بود. ششمین پسر فویوتسوگو و برادر فوجیوارا نو یوشی‌فوسا نخستین سشو در تاریخ ژاپن بود.
نوادگان یوشیکادو عبارتند از: فوجیوارا نو کانه‌سوکه، فوجیوارا نو فویوتسوگو، فوجیوارا نو تامه‌توکی، موراساکی شیکیبو (نویسنده داستان گنجی).